# Sam Cooke (album 1958)
| Recensione   | Giudizio        |
| ------------ | --------------- |
| Sputnikmusic | 4.0 (Excellent) |

Sam Cooke (noto anche con il titolo Songs by Sam Cooke) è il primo album discografico solistico del cantante di soul e rhythm and blues statunitense Sam Cooke, pubblicato dall'etichetta discografica Keen Records nel febbraio del 1958.
L'album si piazzò al sedicesimo posto nelle chart statunitensi (marzo 1958), mentre il singolo You Send Me (Keen 34013), pubblicato nel 1957 raggiunse la vetta delle classifiche USA sia di Pop (3 settimane) che di Rhythm and Blues (sei settimane), fu primo in classifica anche in Canada (2 settimane) e raggiunse la ventinovesima posizione nel Regno Unito.

## Tracce
Lato A
1. You Send Me – 2:41 (L.C. Cook) – Registrato il 1º giugno 1957 al Radio Recorders di Los Angeles, California
2. The Lonesome Road – 2:31 (Gene Austin, Nathaniel Shilkret) – Registrato nel 1957 a Los Angeles, California
3. Tammy – 3:30 (Jay Livingston, Ray Evans) – Registrato nel 1957 a Los Angeles, California
4. Ol' Man River – 2:39 (Oscar Hammerstein II, Jerome Kern) – Registrato nel 1957 a Los Angeles, California
5. Moonlight in Vermont – 2:40 (John Blackburn, Karl Suessdorf) – Registrato nel 1957 a Los Angeles, California
6. Canadian Sunset – 2:57 (Norman Gimbel, Eddie Heywood) – Registrato nel 1957 a Los Angeles, California

Lato B
1. Summertime – 2:25 (DuBose Heyward, George Gershwin) – Registrato il 1º giugno 1957 al Radio Recorders di Los Angeles, California
2. Around the World – 1:58 (Harold Adamson, Victor Young) – Registrato nel 1957 a Los Angeles, California
3. Ain't Misbehavin' – 2:05 (Andy Razaf, Harry Brooks, Fats Waller) – Registrato nel 1957 a Los Angeles, California
4. The Bells of St. Mary's – 2:17 (Douglas Furber, A. Emmett Adams) – Registrato nel 1957 a Los Angeles, California
5. So Long – 2:38 (Russ Morgan, Remus Harris, Irving Melsher) – Registrato nel 1957 a Los Angeles, California
6. Danny Boy – 2:16 (Fredric Edward Weatherly) – Registrato nel 1957 a Los Angeles, California
7. That Lucky Old Sun – 2:19 (Haven Gillespie, Beasley Smith) – Registrato nel 1957 a Los Angeles, California

## Formazione
You Send Me / Summertime
- Sam Cooke - voce
- Cliff White - chitarra
- René Hall - chitarra
- Ted Brinson - contrabbasso
- Earl Palmer - batteria
- Lee Gotch, Pied Pipers - cori

The Lonesome Road / Tammy / Ol' Man River / Moonlight in Vermont / Canadian Sunset / Around the World / The Bells of St. Mary's / So Long / Danny Boy / That Lucky Old Sun / Ain't Misbehavin'
- Sam Cooke - voce
- Bumps Blackwell - arrangiamenti, direttore orchestra